# López Jaena (Misamis Occidental)
López Jaena es un municipio filipino de cuarta categoría, situado al norte de la isla de Mindanao. Forma parte de  la provincia de Misamis Occidental situada en la Región Administrativa de Mindanao del Norte en cebuano Amihanang Mindanaw, también denominada Región X. 
Para las elecciones está encuadrado en el Primer Distrito Electoral.

## Barrios
El municipio  de López Jaena se divide, a los efectos administrativos, en 28 barangayes o barrios, conforme a la siguiente relación:
| - Alegría - Bagong Silang - Biasong - Bonifacio - Burgos - Dalacón - Dampalán | - Estante - Hasa-an - Katipa - Luzaran - Macalibre Alto - Macalibre Bajo - Mahayahay | - Manguehan - Mansabay Bajo - Molatuhan Alto - Molatuhan Bajo - Peniel - Población Este - Puntod | - Rizal - Sibugon - Sibula - Don Andrés Soriano - Mabas - Mansabay Alto - Población Oeste |  |

## Apuntes históricos
- La provincia de Misamis, creada en 1818, formaba parte de la Capitanía General de Filipinas (1520-1898). Estaba dividida en cuatro partidos.
- El Partido de Misamis comprendía los fuertes de Misamis y de Iligán además de Luculán e Initao.